# Ligne de tramway W (SNCV Groupe de Bruxelles Sud)
 (mars 2021).
La mise en forme du texte ne suit pas les recommandations de Wikipédia : il faut le « wikifier ».
Les points d'amélioration suivants sont les cas les plus fréquents. Le détail des points à revoir est peut-être précisé sur la page de discussion.
- Les titres sont pré-formatés par le logiciel. Ils ne sont ni en capitales, ni en gras.
- Le texte ne doit pas être écrit en capitales (les noms de famille non plus), ni en gras, ni en italique, ni en « petit »…
- Le gras n'est utilisé que pour surligner le titre de l'article dans l'introduction, une seule fois.
- L'italique est rarement utilisé : mots en langue étrangère, titres d'œuvres, noms de bateaux, etc.
- Les citations ne sont pas en italique mais en corps de texte normal. Elles sont entourées par des guillemets français : « et ».
- Les listes à puces sont à éviter, des paragraphes rédigés étant largement préférés. Les tableaux sont à réserver à la présentation de données structurées (résultats, etc.).
- Les appels de note de bas de page (petits chiffres en exposant, introduits par l'outil «  Source ») sont à placer entre la fin de phrase et le point final[comme ça].
- Les liens internes (vers d'autres articles de Wikipédia) sont à choisir avec parcimonie. Créez des liens vers des articles approfondissant le sujet. Les termes génériques sans rapport avec le sujet sont à éviter, ainsi que les répétitions de liens vers un même terme.
- Les liens externes sont à placer uniquement dans une section « Liens externes », à la fin de l'article. Ces liens sont à choisir avec parcimonie suivant les règles définies. Si un lien sert de source à l'article, son insertion dans le texte est à faire par les notes de bas de page.
- La présentation des références doit suivre les conventions bibliographiques. Il est recommandé d'utiliser les modèles {{Ouvrage}}, {{Chapitre}}, {{Article}}, {{Lien web}} et/ou {{Bibliographie}}. Le mode d'édition visuel peut mettre en forme automatiquement les références.
- Insérer une infobox (cadre d'informations à droite) n'est pas obligatoire pour parachever la mise en page.

Pour une aide détaillée, merci de consulter Aide:Wikification.
Si vous pensez que ces points ont été résolus, vous pouvez retirer ce bandeau et améliorer la mise en forme d'un autre article.
Ne doit pas être confondu avec Ligne de tramway W (Bruxelles, Nord).
La ligne W est une ancienne ligne du tramway vicinal de Bruxelles de la Société nationale des chemins de fer vicinaux (SNCV) qui reliait Bruxelles à Braine-l'Alleud et Wavre entre 1892 et 1964.

## Histoire
Tableaux : 1931 298 ; 1958 536 (vers Braine-l'Alleud) et 538 (vers Wavre)
1892 : mise en service : Bruxelles Place Rouppe - Uccle Vert Chasseur; traction vapeur ; capital 47.
1894 : électrification et prolongement d'Uccle Vert Chasseur vers la Petite-Espinette.
1910 : prolongement de la Petite-Espinette vers Waterloo Église, électrification de la section Uccle Petite-Espinette - Rhode-Saint-Genèse Espinette Centrale (et service électrique depuis Bruxelles), traction vapeur sur Rhode-Saint-Genèse Espinette Centrale - Waterloo Église.
1923 : électrification de la section Rhode-Saint-Genèse Espinette Centrale - Waterloo Église; prolongement vers Waterloo Monument Gordon, section Waterloo Église - Waterloo Mont-Saint-Jean repris à l'ancienne ligne Waterloo Gare - Waterloo Mont-Saint-Jean et électrifiée.
1933 ou postérieur : fusion de la ligne Braine-l'Alleud - Wavre, prolongement du service W en antenne, l'une vers la gare de Braine-l'Alleud et l'autre vers la gare de Wavre.
État au 1er janvier 1950 : W Bruxelles Place Rouppe - Braine-l'Alleud Gare vicinale ou Wavre Gare, service partiel E Bruxelles Place Rouppe - Rhode-Saint-Genèse Espinette Centrale.
1953 : électrification du pont au dessus des voies du chemin de fer à Braine-l'Alleud, terminus reporté de la gare vicinale à la gare SNCB.
1964 : suppression.

## Infrastructure

### Dépôts et stations
| Illustration | Nom                | Type | Commune              | Localisation                | État          | Remarques |
| ------------ | ------------------ | ---- | -------------------- | --------------------------- | ------------- | --------- |
|              | Lasne              | DS   | Lasne                | 50° 41′ 09″ N, 4° 28′ 55″ E | hors service  |           |
|              | Maransart Aywiers  | S    | Lasne                | 50° 40′ 10″ N, 4° 27′ 54″ E | hors service  |           |
|              | Uccle Vivier d'Oie | D    | Uccle (Vivier d'Oie) | 50° 47′ 38″ N, 4° 22′ 27″ E | Hors service. |           |
|              | Waterloo           | D    | Waterloo             | 50° 40′ 59″ N, 4° 24′ 42″ E | Démolie.      |           |

## Matériel roulant

### Automotrices électriques
- type N ;
- type S ;
- Standard.

### Automotrices thermiques
- Type Pieper.

### Remorques
- Standard.